# Anechites nerium
Anechites es un género monotípico de planta trepadora de la familia Apocynaceae. Su única especie: Anechites nerium Urb., es un bejuco herbáceo o leñoso, originario de la región del Caribe y desde Nicaragua hasta el Perú.

## Distribución y hábitat
Se distribuye por Colombia, Costa Rica, Cuba, Ecuador, Nicaragua y Panamá. Poco común en bosques muy húmedos, en la zona atlántica e Isla de Ometepe en alturas de  100–800 metros. La formación se produce en los meses de marzo-octubre. 

## Descripción
Es una planta trepadora delgada, las partes vegetativas algo pegajosas por los tricomas rígidos de base gruesa. Las hojas son opuestas, angostamente oblongo-ovadas, de 3–12 cm de largo y 1–4.7 cm de ancho, el ápice acuminado, la base redondeada a subcordada, sin glándulas en el nervio principal. La inflorescencia laxamente racemosa, con pocas flores blancas; sépalos de 1–2 mm de largo, muy angostos; corola hipocrateriforme, pubérula por fuera, el tubo de 8–10 mm de largo, los lóbulos de 5–8 mm de largo, traslapados hacia la izquierda; anteras no aglutinadas a la cabeza del estilo; ovario apocárpico. El fruto es un folículo simple, angostamente fusiforme, de 6–9 cm de largo, indehiscente, con 1 semilla.

## Taxonomía
Anechites nerium fue descrita por (Aubl.) Urb. y publicado en Repertorium Specierum Novarum Regni Vegetabilis 16: 150–151. 1919.
Sinónimos
- Apocynum nerium Aubl. (1775).
- Echites lappulaceus Lam. (1786).
- Echites asperuginis Sw. (1788).
- Echites lappulaceus var. asperuginis (Sw.) A.DC. in A.P.de Candolle (1844).
- Anechites asperuginis (Sw.) Griseb. (1861).
- Anechites lappulacea (Lam.) Miers (1878).[1]